# Trans-Atlantische vlucht

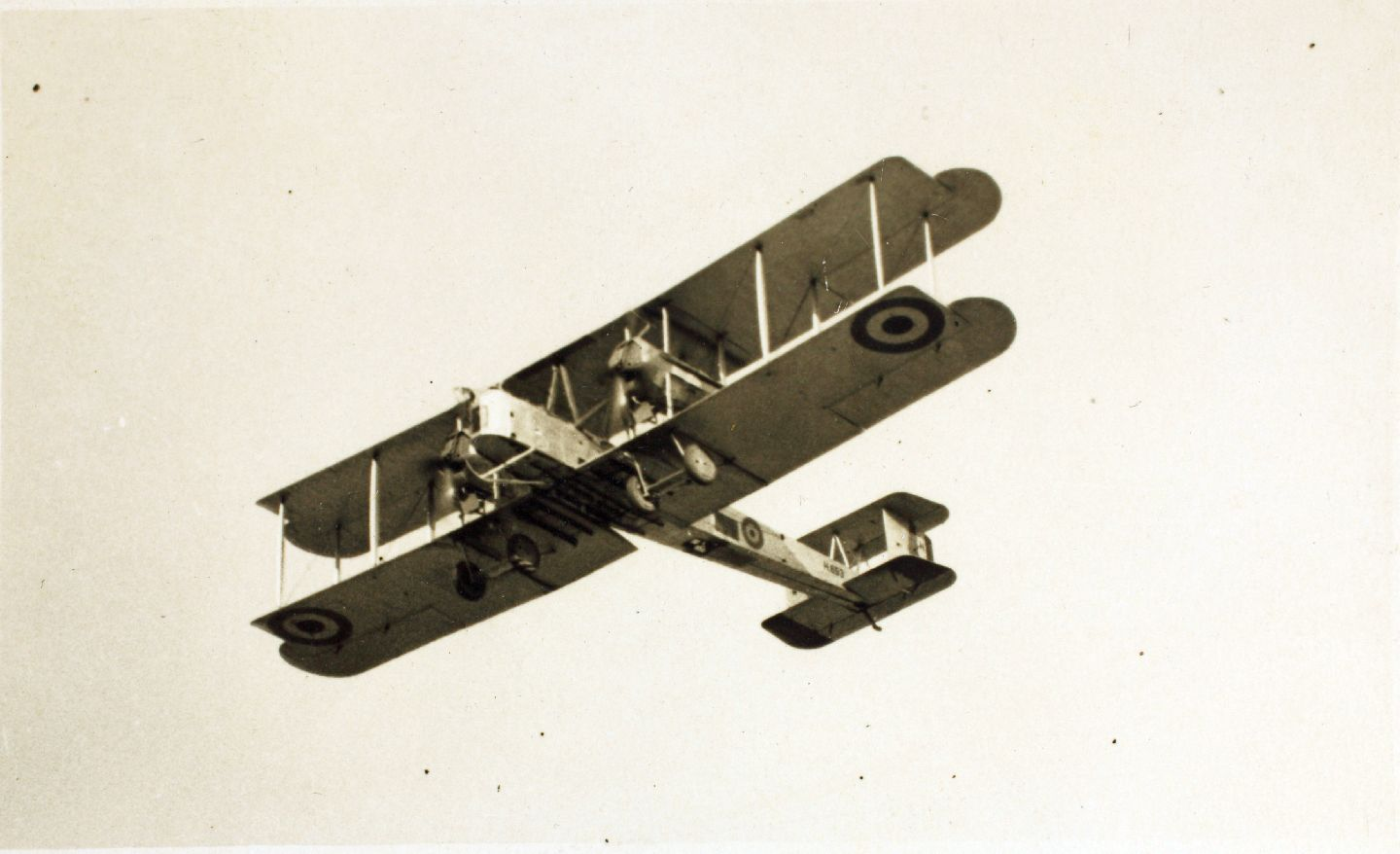
Vickers Vimy bommenwerper van de RAF

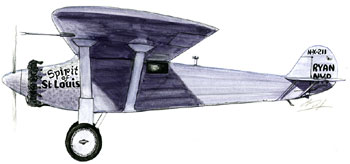
De 'Spirit of St. Louis' waarmee Lindbergh de oceaan overstak

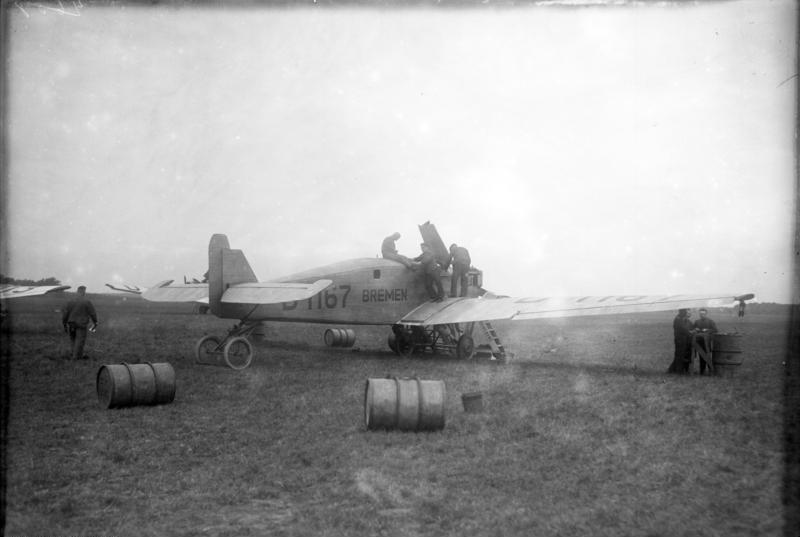
Junkers W33 'Bremen' wordt voorbereid voor de trans-Atlantische vlucht (1928)

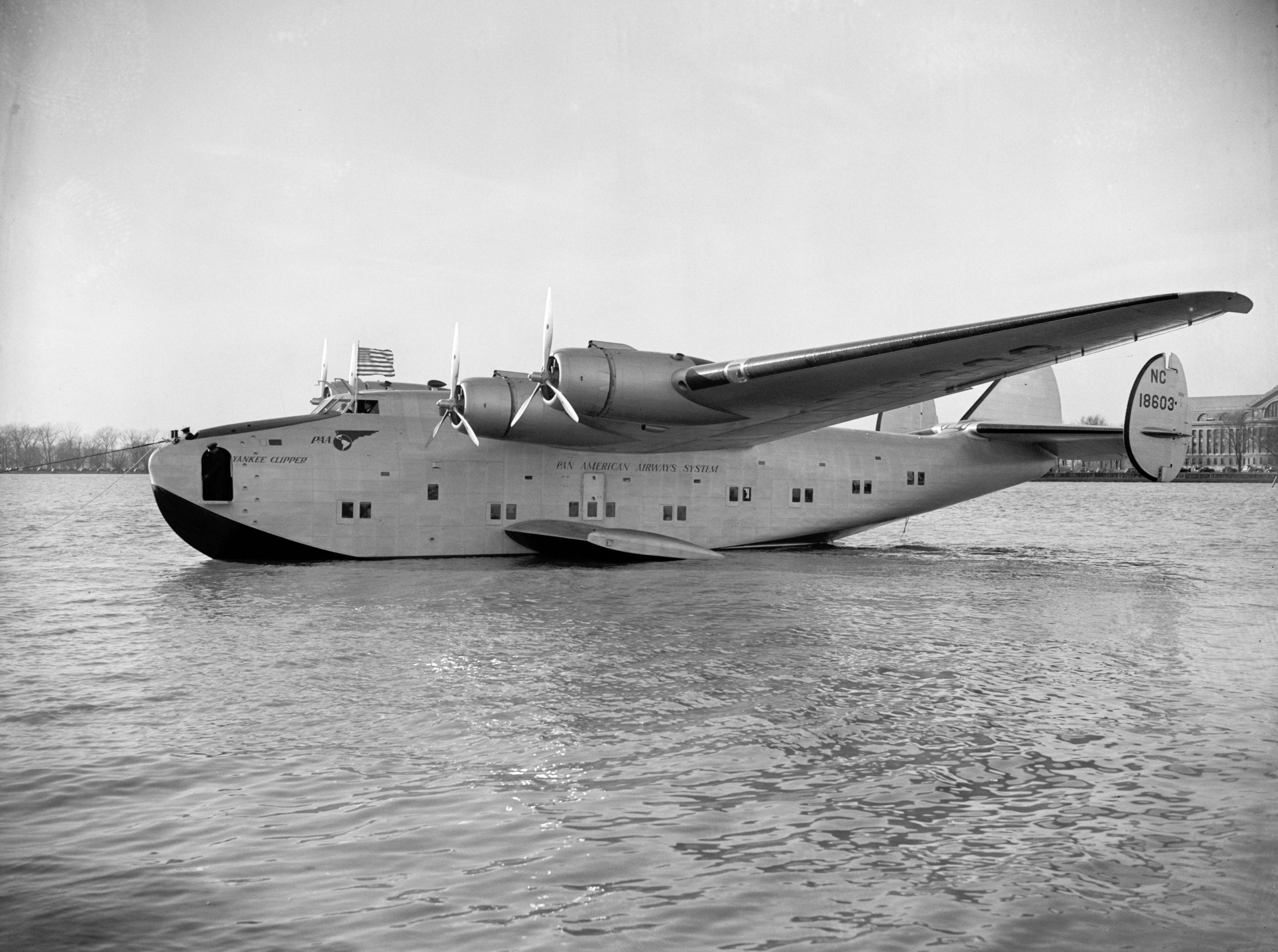
Boeing 314 Yankee Clipper

Een trans-Atlantische vlucht is een vliegtocht over de Atlantische Oceaan tussen Europa en Amerika (of omgekeerd).

## Eerste vluchten
In mei 1919 deed Harry Hawker met Kenneth MacKenzie-Grieve een poging de Atlantische Oceaan over te steken. Ze vertrokken op 18 mei met een Sopwith Atlantic vanaf Newfoundland maar door een ijzige storm raakten ze van koers. Na ruim 14 uur vliegen kreeg de motor koelproblemen en ze moesten landen midden op de oceaan. Ze werden opgepikt door SS Mary, een Deens koopvaardijschip zonder radio. Ze werden als vermist opgegeven en men ging ervan uit dat ze overleden waren. Koning George V stuurde een condoleancebericht naar de vrouw van Hawker. Na het bericht dat de mannen gered waren, gaf George V aan beide mannen een Air Force Cross. Dit was uitzonderlijk want alleen RAF piloten hadden ze tot dan toe gekregen.
Tussen 16 en 27 mei 1919 vloog een Curtiss NC-4 vliegboot onder gezag van A.C. Read ook van Newfoundland naar Lissabon. Onderweg maakte het toestel twee tussenlandingen in de buurt van de Azoren.
De eerste geslaagde non-stop trans-Atlantische vlucht was van Newfoundland naar Ierland, door John Alcock en Arthur Whitten-Brown in 1919. Ze vlogen in een aangepaste Vickers Vimy bommenwerper. Ze vertrokken op 14 juni en kwamen na een vlucht van 16 uur en 27 minuten in Clifden aan. De totale afgelegde afstand was 1950 mijl.
In 1922 was de eerste luchtoversteek van de Zuid-Atlantische Oceaan. De Portugese marinevliegers Gago Coutinho en Sacadura Cabral vlogen van Lissabon naar Rio de Janeiro in Brazilië. Er waren diverse tussenstops en ze gebruikten drie verschillende Fairey III tweedekkers, en ze legde een afstand af van 5209 mijl (circa 8400 kilometer) af tussen 30 maart en 17 juni.
Het bekendst is de eerste non-stop solovlucht tussen de Verenigde Staten en het Europese vasteland van New York naar Parijs, die werd volbracht door Charles Lindbergh in zijn eenmotorig vliegtuig Spirit of St. Louis, op 20 en 21 mei 1927. Precies vijf jaar later, op 21 en 22 mei 1932, maakte de eerste vrouw, Amelia Earhart, de eerste solovlucht over de oceaan in een Lockheed Vega.
Deze vluchten gingen allemaal van west naar oost en profiteerden van een gunstige staartwind. De eerste vlucht over de oceaan van Europa naar Noord-Amerika vond pas plaats op 12 en 13 april 1928. Voor deze vlucht werd een Junkers W33 eendekker met de naam Bremen gebruikt. De vlucht werd uitgevoerd door piloot Köhl en mechanicien Spindler. Deze vlucht was een particulier initiatief van baron Von Hünefeld.

## Start commerciële vluchten
Op 11 oktober 1928 maakte het luchtschip Graf Zeppelin de eerste non-stop trans-Atlantische passagiersvlucht, Op 15 juni kwam het luchtschip aan op NAS Lakehurst in New Jersey. Na het succes van de eerste vlucht ging men hiermee door en tussen 1931 en 1937 stak de Graf Zeppelin 136 maal de Zuid-Atlantische Oceaan over. De Hindenburg versterkte de vloot, maar de eerste Noord-Atlantische reis eindigde op 6 mei 1937 in een ramp.
In de jaren 30 van de 20e eeuw waren landvliegtuigen niet in staat de grote afstand over de oceaan te overbruggen. Er moest veel brandstof worden meegenomen en voor deze zware vliegtuigen ontbraken goede start- en landingsbanen. Vliegboten boden een oplossing. Op 5 juli 1937 vloog AS Wilcockson een Short Empire voor Imperial Airways van een estuarium bij Foynes aan de westkust van Ierland naar Botwood in  Newfoundland. Op hetzelfde moment vloog Harold Gray een Sikorsky S-42 voor Pan American World Airways (Pan Am) in de tegenovergestelde richting. Beide vluchten over een afstand van 2000 mijl (circa 3200 kilometer) waren een succes en beide luchtvaartmaatschappijen maakten datzelfde jaar een reeks opeenvolgende testvluchten om verschillende weersomstandigheden te testen.
Voor het uitbreken van de Tweede Wereldoorlog vloog Pan Am met Boeing 314 Clippers een geregelde dienst vanaf medio 1939. De eerste reis was op 24 juni 1939, van Southampton naar Port Washington (New York) met tussenstops in Foynes, Botwood en Shediac in New Brunswick. Deze dienst werd twee maanden later al geschrapt na de Duitse inval in Polen.
Met het uitbreken van de oorlog was het noodzakelijk om zo snel als mogelijk vliegtuigen van de Verenigde Staten naar Engeland te vervoeren. De Atlantic Ferry Organization ("Atfero") werd opgericht door Morris W. Wilson, een bankier in Montreal. Hij huurde burgerpiloten in om vliegtuigen over te vliegen en de piloten werden vervolgens teruggevlogen naar de Verenigde Staten in omgebouwde RAF B-24 Liberators. Onder andere namen werd deze dienst volgehouden gedurende het conflict. Burgerpiloten deden heel veel ervaring op en in september 1944 hadden piloten van British Overseas Airways Corporation (BOAC), het voormalige Imperial Airways, al 1000 trans-Atlantische overtochten gemaakt.
Na de oorlog kwamen er lange start- en landingsbanen beschikbaar, en Noord-Amerikaanse en Europese luchtvaartmaatschappijen zoals Pan Am, Trans World Airlines (TWA), Trans Canada Airlines (TCA), BOAC en Air France kochten grotere vliegtuigen met zuigermotoren die de Noord-Atlantische Oceaan konden oversteken met een of twee tussenstops in Gander International Airport op Newfoundland en/of Shannon Airport in Ierland. In januari 1946 vloog Pan Am bijna een dagelijkse dienst met een Douglas DC-4 van LaGuardia Airport in New York naar Bournemouth Airport ten zuidwesten van Londen.
Op 4 oktober 1958 begon BOAC een dienst met een De Havilland Comet-4 straalvliegtuig en Pan Am volgde op 26 oktober met een Boeing 707 tussen New York en Parijs.